# 保健福祉部
保健福祉部（韩语：／ Bogeon Bokji-Bu */?），韓國中央行政機關之一，為該國的衛生部，部门首长称保健福祉部部長（韩语：／），同时被任命为国务委员。

## 沿革
- 1948年11月4日 - 设立社会部。
- 1949年7月25日 - 设立保健部，管理原由社会部负责的有关保健方面的事务。
- 1955年2月27日 - 社会部与保健部合并为保健社会部。
- 1963年8月26日 - 设立附属机构劳动厅。
- 1994年12月23日 - 改组为保健福祉部。
- 2008年2月29日 - 企划预算处与女性家族部部分职责以及国家青少年委员会的相关事务划入，并改组为保健福祉家族部。
- 2010年3月19日 - 保健福祉家族部有關家族、青少年等方面職責劃入女性部，改名保健福祉部。

## 职责
卫生保健、食品卫生及防疫、国民保健、医疗保险及国民养老金、低收入者与残疾人权益保障、兒童福利及政策。

## 组织

### 官员
- 部長
  - 发言人
  - 長官政策顾问
  - 社会政策先进化企画官

维持时间2009年5月1日起3年
- 次長
  - 监査官

### 下属机构
| - 运营支援课 - 人事课 - 企画调整室 - 保健医疗政策室 | - 健康政策局 - 保健产业政策局 - 社会福祉政策室 - 低出产高龄社会政策局 | - 残疾人政策局 - 儿童政策室 |

### 附属机构
| - 国立精神病院 - 国立首尔病院 - 国立罗州病院 - 国立釜谷病院 - 国立春川病院 - 国立公州病院 - 国立小鹿岛病院 - 国立结核病院 - 国立马山病院 - 国立木浦病院 - 五松生命科学基地支援中心 | - 国立望郷山管理所 - 疾病管理廳 - 传染病应对中心 - 疾病预防中心 - 国立保健研究院 - 国立检疫所 仁川國際機場、釜山、仁川、群山、蔚山、浦項、東海、木浦、丽水、金海、統營、濟州 - 国立医疗院 - 国立再活院（康复中心） |

### 外厅
- 食品醫藥品安全處（朝鲜语：대한민국 식품의약품안전처）